# Damir Milanović
Pour les articles homonymes, voir Milanović.
Damir Milanović (né le 19 juillet 1982 à Zagreb) est un footballeur croate.

## Palmarès
- Champion de Hongrie en 2011 avec Videoton.